# Gustave Pradelle
Pour les articles homonymes, voir Pradelle (homonymie).
Pierre Paul Gustave de Bizal-Deldon de Pradelle, dit Gustave Pradelle ou Gustave Ringal, né à Bretenoux (Lot) le 22 janvier 1839 et mort célibataire le 22 mars 1891 à Paris (200 rue du Faubourg-Saint-Denis), 10e arrondissement de Paris, est un préfet, poète et auteur dramatique français.

## Biographie
Fils de Benoit Alexis Pradelle greffier du juge de paix de Bretenoux et de Gracieuse Anne Vidal, il fait ses études au petit séminaire de Brive, puis au lycée Saint-Louis de Paris. Après avoir échoué au concours d'entrée de l'École polytechnique, il entre en 1861 au ministère de le Marine en qualité d'attaché. Devenu sous-préfet en 1871, il est par la suite successivement préfet de la Charente, du Cher, de la Côte-d'Or, de l'Hérault et de l'Oise entre 1876 et 1882, date à laquelle son mandat n'est plus renouvelé. De retour dans son pays natal en 1883, il représente le canton de Bretenoux au Conseil général du Lot jusqu'en 1889.
Parallèlement à sa carrière administrative, il entame une carrière littéraire en contribuant des nouvelles et des articles à diverses revues. En 1867, il publie une pièce en 7 actes et 17 tableaux, intitulée Christophe Colomb ; mais ce « grand drame », qui lui attire les éloges de Jules Michelet, Paul Meurice, Victor Hugo, n'est pas représenté. En 1869, il devient membre de la Société des gens de lettres. En 1871, il participe au deuxième recueil du Parnasse contemporain, auquel il contribue quatre poèmes, puis, en 1876, au troisième recueil, auquel il contribue quatre poèmes sous le pseudonyme de Georges Ringal. En 1873, il figure dans le recueil Le Tombeau de Théophile Gautier. Sa deuxième pièce, une comédie en 1 acte intitulée Le Vidame, parue en 1873, est représentée à Bruxelles un an avant sa mort en 1891.
Il fut propriétaire du château de Castelnau-Bretenoux à Prudhomat, dans le département du Lot pendant onze ans, de 1880 à 1891.

## Publications
- Christophe Colomb, drame en 7 actes et 17 tableaux, 1867 Texte en ligne
- Le Vidame, comédie en 1 acte, 1873, représentée au Théâtre libre de Bruxelles en 1890
- « L'Ancien Régime », par H. Taine, 1876
- La Réforme de l'impôt foncier, conférence faite à Livernon le 14 avril 1883
- L'Égalité devant l'impôt et les Conseils généraux, 1886

## Sources
- Justin Gary, « M. Gustave de Pradelle » in Bulletin de la Société des études littéraires, scientifiques et artistiques du Lot, t. XVI, 1891, p. 188-191. Tous les éléments biographiques du présent article proviennent de cette même source.